# 연쇄부인
"연쇄부인"(Me, Neither)은 한국에서 제작된 윤경 감독의 2010년 영화이다. 하연주 등이 주연으로 출연하였다.

## 출연

### 주연
- 하연주
- 유준아
- 박종무
- 정은우
- 정우석
- 김태엽